# Longues-sur-Mer
Longues-sur-Mer település Franciaországban, Calvados megyében. Lakosainak száma 587 fő (2022. január 1.). Longues-sur-Mer Commes, Magny-en-Bessin, Manvieux, Saint-Vigor-le-Grand és Vaux-sur-Aure községekkel határos.

## Népesség
A település népességének változása:
| Lakosok száma | 469  | 463  | 561  | 686  | 629  | 618  | 606  | 592  | 585  | 587  |
|               | 1968 | 1982 | 1990 | 2006 | 2013 | 2015 | 2017 | 2019 | 2020 | 2022 |